# Jaranszki járás

A Jaranszki járás a Kirovi területen

A Jaranszki járás (oroszul Яранский район, mari nyelven Яраҥ кундем) Oroszország egyik járása a Kirovi területen. Székhelye Jaranszk.

## Népesség
- 1989-ben 37 253 lakosa volt.
- 2002-ben 33 682 lakosa volt.
- 2010-ben 26 899 lakosa volt, melyből 21 880 orosz, 3 925 mari, 137 ukrán.